# エスペダイヤック
エスペダイヤック（仏: Espédaillac）は、フランス南西部のロット県に属するコミューン。

## 地理
県の東部に位置し、県都のカオールから北東へ35km、小郡中心地のリヴェルノンから西へ5kmのところにある。一帯は丘陵地帯で、東側は牧草地などがあり開けているが西側には森がある。中心部は道沿いに家屋が連なっている。最寄りの幹線道路は東隣のグレーズを通るD653、D13になる。

## 行政
- 市長：ジャック・ゴール（Jacques Gorse、2008年3月から）
- 前市長：ジャン・ロレ（Jean Loret、2001年3月から2008年）

## 人口の推移
| 1962年 | 1968年 | 1975年 | 1982年 | 1990年 | 1999年 | 2006年 |
| ------ | ------ | ------ | ------ | ------ | ------ | ------ |
| 251    | 219    | 212    | 260    | 230    | 241    | 255    |

INSEEより。